# Sani Lakatani

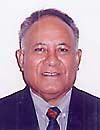
Sani Lakatani (2000)

Sani Elia Lagigietama Lakatani (* 4. Juni 1936) ist ein niueanischer Politiker und ehemaliger Premierminister auf Niue.
Lakatani war vom 26. März 1999 bis 1. Mai 2002 für die Partei Niue People’s Party Premierminister.